# Janusz Hrynkiewicz
Janusz Hrynkiewicz-Sudnik (ur. 15 sierpnia 1924 w Ciechocinku, zm. 22 kwietnia 1988) – polski magister inżynier łączności i polityk. Minister przemysłu ciężkiego (1965–1967) oraz minister przemysłu maszynowego (1967–1970).

## Życiorys
Syn Kazimierza i Eweliny. W 1962 uzyskał tytuł zawodowy magistra inżyniera łączności na Politechnice Gdańskiej, w której od 1948 do 1950 był młodszym asystentem. Ponadto był członkiem Bratniej Pomocy, wiceprezes, następnie był wiceprezesem Komitetu Koordynacyjnego Federacji Polskich Organizacji Studenckich PG (1948–1950). W 1950 roku wiceprezes Zrzeszenia Studentów Polskich w Gdańsku i członek Rady Naczelnej ZSP w Warszawie. W 1941 aresztowany przez Gestapo, po czym do kwietnia 1945 był więziony w Auschwitz, Bremen, Neuengamme, Buchenwald, Flossenbürg i Dachau.
Od 1950 do 1951 pomocnik pracownika naukowo-badawczego w Przemysłowym Instytucie Telekomunikacji, następnie do 1954 wicedyrektor Zakładów Radiowych im. Marcina Kasprzaka w Warszawie. W okresie 1955–1961 naczelnik wydziału i wicedyrektor departamentu w Ministerstwie Przemysłu Maszynowego i Ministerstwie Przemysłu Ciężkiego. W późniejszym okresie był dyrektorem Warszawskich Zakładów RAWAR i pracownikiem Przemysłowego Instytutu Telekomunikacji. W latach 1971–74 członek Rady i wiceprezes Naczelnej Organizacji Technicznej.
W 1953 wstąpił do Polskiej Zjednoczonej Partii Robotniczej, był delegatem na V i VI zjazd partii. W latach 1964–1968 członek Komitetu Warszawskiego, następnie do 1971 zastępca członka Komitetu Centralnego. Od 1963 podsekretarz stanu w Ministerstwie Przemysłu Ciężkiego, następnie w latach 1965–67 minister przemysłu ciężkiego, po czym do 1970 minister przemysłu maszynowego. Od 1970 zastępca przewodniczącego Komitetu Nauki i Techniki do 1971 i Komisji Planowania przy Radzie Ministrów (1971–1980).
W trakcie pełnienia funkcji ministra blokował możliwość publikacji takim naukowcom jak Jacek Karpiński i Lech Michejda pracującymi nad polskimi maszynami informatycznymi.
Pochowany na Cmentarzu Wojskowym na Powązkach (kwatera C31-tuje-5).

## Odznaczenia
- Order Sztandaru Pracy I klasy
- Order Sztandaru Pracy II klasy (1969)[4]
- Krzyż Oficerski Orderu Odrodzenia Polski
- Złota odznaka "Zasłużony Działacz Związku Zawodowego Hutników" (1966)[5]
- Medal pamiątkowy 750-lecia Częstochowy (1967)[6]
- Order Czerwonego Sztandaru Pracy (1967)[7]